# Mercè Comaposada i Guillén
Mercè Comaposada i Guillén (Barcelona, 14 d'agost de 1901- París, 11 de febrer de 1994) fou una militant feminista i anarquista catalana, escriptora i advocada; treballà com a muntadora de pel·lícules, representant d'art o secretària.

## Biografia
Era filla d'un sabater autodidacta i socialista, Josep Comaposada i Gili, i d'Isabel Guillem i Cervera. Treballà des de molt joveneta, entrà com a muntadora en una empresa de producció cinematogràfica i s'afilià al Sindicat d'Espectacles Públics de Barcelona de la CNT. Marxà de seguida a Madrid per prosseguir els seus estudis; hi tindrà com a mestres Antonio Machado i José Castillejo. Quan estudiava Dret, va conèixer Valeriano Orobón Fernández, que l'animaria a fer classes als obrers, tot i que serien un fracàs, perquè els homes no volien ser instruïts per dones.
Sensibilitzada per la condició de la dona, es convertí en pedagoga i donà cursos a dones. De la seva trobada amb Lucía Sánchez Saornil nasqué la idea de crear un grup específic de dones en el moviment llibertari. El grup de Mujeres Libres es creà a l'abril de 1936 i al mes següent ja editava el periòdic del mateix nom, il·lustrat pel seu company, l'escultor llibertari Baltasar Lobo, a qui havia conegut el 1933. Quan es produí el cop d'estat del 18 de juliol de 1936, tornà a Barcelona i s'uní a un altre grup de dones amb el qual treballà en la creació d'una federació nacional.
De salut fràgil, prosseguí sense descans durant el conflicte la seva activitat educativa, la seva participació en Mujeres Libres i la seva col·laboració amb la premsa llibertària. Després de la derrota, es refugià a París amb el seu company, sota la protecció de Pablo Picasso. Treballà com a secretària, després dugué a terme treballs de traducció d'escriptors castellans —sobretot Lope de Vega— i es consagrà a fer de representant de l'obra artística del seu company.
Durant els anys 60 i 70 militarà a «Mujeres Libres» des de París. Col·laborà a Mujeres Libres (en seria la redactora en cap), Ruta, Tiempos Nuevos, Tierra y Libertad i Umbral. Signà els seus llibres publicats a l'exili com a Mercedes Guillén.

## Obres
- Esquemas (1937).
- Las mujeres en nuestra revolución (1937).
- La ciencia en la mochila (1938).
- Conversaciones con los artistas españoles de la Escuela de París (1960, com a Mercedes Guillén).
- Picasso (1973, com a Mercedes Guillén).

## Edicions i traduccions
- Lope de Vega, Poésies et chansons de Lope de Vega. París: GLM, 1955.[3]
- Gil Vicente, Don Duardos: autos y selección poética. Madrid, Taurus, 1966.[4]